# Ágnes Simon
Ágnes Simon (födelsenamn Almási), född 21 juni 1935 i Budapest, Ungern, död 19 augusti 2020 i Moers, Nordrhein-Westfalen, Tyskland, var en ungersk, och senare nederländsk och västtysk, bordtennisspelare och världsmästare i dubbel och europamästare i singel och lag. 
Simon vann dubbeltiteln i bordtennis VM tillsammans med Lívia Mossóczy innan hon hoppade av till Nederländerna (som hon spelade ett VM för) innan hon flyttade vidare till Västtyskland.

## Meriter
- Bordtennis VM
  - 1950 i Budapest
    - kvartsfinal dubbel

  - 1953 i Bukarest
    - kvartsfinal dubbel
    - 3:e plats med det ungerska laget

  - 1954 i London
    - 2:a plats med det ungerska laget

  - 1955 i Utrecht
    - kvartsfinal dubbel
    - 4:e plats med det ungerska laget

  - 1957 i Stockholm
    - 1:a plats dubbel (med Lívia Mossóczy)
    - 4:e plats med det ungerska laget

  - 1959 i Dortmund
    - kvartsfinal singel
    - kvartsfinal dubbel

  - 1963 i Prag
    - kvartsfinal dubbel
    - 9:e plats med det tyska laget

  - 1965 i Ljubljana
    - 6:e plats med det tyska laget

  - 1967 i Stockholm
    - kvartsfinal dubbel
    - 7:e plats med det tyska laget

  - 1971 i Nagoya
    - 7:e plats med det tyska laget

- Bordtennis EM
  - 1960 i Zagreb
    - kvartsfinal dubbel

  - 1962 i Berlin
    - 1:a plats singel
    - 2:a plats dubbel med Inge Harst
    - 2:a plats mixed dubbel med Eberhard Schöler
    - 1:a plats med det tyska laget

  - 1964 i Malmö
    - kvartsfinal singel

  - 1966 i London
    - 3:e plats dubbel med Edit Buchholz

  - 1968 i Lyon
    - kvartsfinal singel
    - kvartsfinal dubbel
    - 1:a plats med det tyska laget

  - 1970 i Moskva
    - 2:e plats dubbel med Diane Schöler
    - kvartsfinal mixed dubbel

  - 1972 i Rotterdam
    - kvartsfinal dubbel
    - 2:a plats med det tyska laget

  - 1976 i Prag
    - 3:e plats dubbel (med Monika Kneip)

- Europa Top 12
  - 1971 i Zadar: 5:e plats
  - 1972 i Zagreb: 11:e plats
  - 1973 i Böblingen: 9:e plats

- Swedish Open Championships
  - 1957 - 2:a plats singel
  - 1958 - 1:a plats singel, 1:a plats dubbel (med Birgitta Tegner)
  - 1959 - 2:a plats singel, 3:e plats dubbel (med Birgitta Tegner)
  - 1960 - 1:a plats singel
  - 1961 - 1:a plats singel
  - 1962 - 2:a plats singel, 2:a plats dubbel (med Inge Harst)
  - 1969 - 1:a plats singel

- Ungerska mästerskapen - guldmedaljer
- 1950 - dubbel (med Gizella Farkas)
- 1953 - dubbel (med Gizella Farkas)

- Tyska nationella mästerskapen
  - 1971 in Hannover: 3:e plats singel, 1:a plats dubbel (med Diane Schöler
  - 1972 in Karlsruhe: 1:a plats singel, 1:a plats dubbel (med Diane Schöler

- Internationella Mästerskap
  - 1969 Belgien – 1:a plats dubbel (med Diane Schöler
  - 1970 Tyskland – 2:a plats dubbel (med Diane Schöler
  - 1972 Österrike – 1:a plats dubbel (med Diane Schöler